# Mecistocephalus mimeticus
Mecistocephalus mimeticus är en mångfotingart som beskrevs av Chamberlin 1920. Mecistocephalus mimeticus ingår i släktet Mecistocephalus och familjen storhuvudjordkrypare. Inga underarter finns listade i Catalogue of Life.